# Duels (film, 1966)
Pour plus de détails, voir Fiche technique et Distribution.
Duels (Duel Personality) est un cartoon de Tom et Jerry réalisé par Chuck Jones et Maurice Noble, produit par la Metro-Goldwyn-Mayer sorti en 1966.

## Musique
- Eugene Poddany